# 氯甲醛
氯甲醛（英語： 或 ，也称甲酰氯）是一种有机氯化合物，化学式ClCOH，是一种无色、有毒、不稳定的气体，具有刺激性气味，微溶于水，易溶于乙醇、乙醚、氯仿及大多数有机溶剂。